# Le Bousquet
Le Bousquet – miejscowość i gmina we Francji, w regionie Oksytania, w departamencie Aude.
Według danych na rok 1990 gminę zamieszkiwały 52 osoby, a gęstość zaludnienia wynosiła 2 osoby/km² (wśród 1545 gmin Langwedocji-Roussillon Le Bousquet plasuje się na 848. miejscu pod względem liczby ludności, natomiast pod względem powierzchni na miejscu 259.).